# Patrikios
Patrikios bylo označení pro vysokou čestnou hodnost, ovšem bez specifického administrativního určení, kterou v tehdejší východní části Římské říše zavedl císař Konstantin I. Veliký. Za císaře Justiniána I. obdrželi tuto hodnost všichni členové senátu, kteří v té době již měli titul illustris. V pozdějších obdobích ji získávali správci themat (strategové) a vysocí vojenští velitelé. Za vlády Komnenovců postupně tento titul mizí.